# ルーク・ブライアン
ルーク・ブライアン (Thomas Luther "Luke" Bryan 1976年7月17日生)  はアメリカ合衆国のカントリー歌手。2000年代中期より音楽活動を開始し、トラヴィス・トリット、ビリー・カリントンに曲を提供。2007年、キャピトル・レコード・ナッシュビルと契約後、2007年8月14日、シングル曲『All My Friends Say 』、『We Rode in Trucks 』、『Country Man 』を含むアルバム『I'll Stay Me 』を発売。2009年10月6日、レディ・アンテベラムのチャールズ・ケリーと共作の『Do I 』、ビルボードのカントリー・チャートで第1位を獲得したシングル『Rain Is a Good Thing 』と『Someone Else Calling You Baby 』を含む2枚目のアルバム『Doin' My Thing 』を発売。2011年8月9日、『Country Girl (Shake It for Me) 』、上記チャートで第1位獲得の『I Don't Want This Night to End 』と『Drunk on You 』を含む3枚目のアルバム『Tailgates & Tanlines 』を発売。『Drunk on You 』以外の全シングルはジェフ・スティーヴンスとの共作。

## 経歴
ジョージア州リーズバーグで生まれ育った。14歳の頃、両親からギターを買い与えられ、習得後地元のいくつかのバンドに所属し地元のクラブで演奏を始めた。リー郡立高等学校卒業後、テネシー州ナッシュビルへ引っ越すことを計画したが、転居当日に兄弟のクリスが亡くなったため延期になった。ジョージア南大学に進学し、社交クラブに所属した。卒業後、周囲がテネシー行きを勧めるのに反して父親の下で働いていた。2001年、父親の勧めでナッシュビルに転居し、2ヶ月後にはレコード会社と契約を結んだ。

### 2007年～2008年: 『I'll Stay Me』
2001年9月1日、ナッシュビルに転居し、2ヶ月以内に作曲家として契約。2004年、トラヴィス・トリットのアルバム『My Honky Tonk History 』のタイトル曲『Honky-Tonk History 』で作曲家デビュー。キャピトル・レコードのA&Rはクラブで彼の演奏を見てレコーディング契約を結んだ。その間、ビリー・カリントンの共作シングル『Good Directions 』が2007年中期のビルボードのカントリー・チャートで第1位を獲得した。プロデューサーのジェフ・スティーブンスとの共作『All My Friends Say 』がデビュー作となった。2007年中期、この曲はビルボードのカントリー・チャートで最高第5位を獲得。2007年8月、キャピトル・レコードからデビュー・アルバム『I'll Stay Me 』を発売。11曲中10曲を共同で作曲している。2008年初頭、このアルバムからの3枚目のシングル『Country Man 』が第10位を獲得した時に、2枚目のシングル『We Rode in Trucks 』は最高第33位となった。
オールミュージックのトム・ジュレックはこのアルバムのレビューとして、サウンドは機械的であるとしながらも、昔からのホンキートンクの主流、として概ね好評であった。

### 2009年～2010年: 『Doin' My Thing』
2009年3月、iTunes Storeから『Sorority Girls 』、『Take My Drunk Ass Home 』、アコースティック版『All My Friends Say 』が収録されたミニ・アルバム『Spring Break With All My Friends』が発売された。その後レディ・アンテベラムのチャールズ・ケリーとデイヴ・ヘイウッドが作曲に携わり、リード・ボーカルのヒラリー・スコットがバック・コーラスで参加した4枚目のシングル『Do I 』が発売された。2009年5月9日のカントリー・シングル・チャートでは初登場第53位だったが、12月には第2位に到達。この際の第1位はレディ・アンテベラムの『Need You Now 』であった。2009年10月、『Do I 』、ワンリパブリックの『Apologize 』のカバーを含む2枚目のアルバム『Doin' My Thing 』が発売された。このアルバムより、ダラス・デイヴィッドソンとの共作『Rain Is a Good Thing 』とジェフ・スティーヴンスとの共作『Someone Else Calling You Baby 』がシングル・カットされ、双方共カントリー・チャートで第1位を獲得した。
オールミュージックのスティーブン・トーマス・アールワインは、前作よりリラックスした作品と評して前作同様好評であった。

### 2011年～2012年: 『Tailgates & Tanlines』
2011年3月14日、カントリー・ラジオでデイヴィッドソンとの共作の7枚目のシングル『Country Girl (Shake It for Me) 』を発表。2011年8月13日発売の3枚目のアルバム『Tailgates & Tanlines 』からの先行であった。このアルバムはBillboard 200のカントリー・チャートで初登場第1位を獲得。『Country Girl 』はBillboard Hot 100のカントリー・チャートで最高第4位を獲得。ピーチ・ピッカーズの3人、デイヴィッドソン、レット・エイキンス、ベン・ヘイスリップとの共作の、このアルバムからの2枚目のシングル『I Don't Want This Night to End 』が発売された。2012年初頭、この曲はブライアンにとって3枚目の第1位獲得シングルとなった。アルバムからの3枚目のシングル『Drunk on You 』はカントリー・チャートで初登場第57位であった。2012年3月6日、ミニ・アルバム『Spring Break 4 ... Suntan City 』を発売。デイヴィッドソン、エイキンス、ヘイスリップとの共作のタイトル曲『Suntan City 』の他、『Spring Breakup 』、『Little Bit Later On 』、『Shake the Sand 』が収録されている。2012年7月10日、カウフマン・スタジアムで行なわれたMLBオールスターゲームで『星条旗』を歌うためカンザスシティ・ロイヤルズから招待された。完璧に歌い切ったのだが、手に歌詞の一部を書いており、歌詞を見るために時々下を見ていたということが批判された。

## ディスコグラフィー

### アルバム
| 2007                                      | I'll Stay Me           | - 発売日: 2007年8月14日 - レーベル: Capitol Nashville - フォーマット: CD, digital download - 全米売上: 56.1万枚  | 24 | —  | — | —  | - US: ゴールド                       |
| 2009                                      | Doin' My Thing         | - 発売日: 2009年10月6日 - レーベル: Capitol Nashville - フォーマット: CD, digital download - 全米売上: 100.1万枚 | 6  | —  | — | —  | - US: プラチナ                       |
| 2011                                      | Tailgates & Tanlines   | - 発売日: 2011年8月9日 - レーベル: Capitol Nashville - フォーマット: CD, digital download - 全米売上: 257万枚    | 2  | 64 | 6 | —  | - US: 4× プラチナ - CAN: プラチナ    |
| 2013                                      | Crash My Party         | - 発売日: 2013年8月13日 - レーベル: Capitol Nashville - フォーマット: CD, digital download - 全米売上: 265.3万枚 | 1  | 19 | 1 | —  | - US: 4× プラチナ - CAN: 2× プラチナ |
| 2015                                      | Kill the Lights        | - 発売日: 2015年8月7日 - レーベル: Capitol Nashville - フォーマット: CD, digital download - 全米売上: 119.5万枚  | 1  | 4  | 1 | 47 | - US: 2× プラチナ - CAN: ゴールド    |
| 2017                                      | What Makes You Country | - 発売日: 2017年12月8日 - レーベル: Capitol Nashville - フォーマット: CD, digital download - 全米売上: 26.3万枚  | 1  | 6  | 5 | —  |                                      |
| "—"は未発売またはチャート圏外を意味する。 |                        | |    |    |   |    |                                      |

## プライベート
2006年12月8日、キャロライン・ボイヤーと結婚。2008年3月18日、長男トーマス・ボイヤー誕生。2010年8月11日、次男テイタム・クリストファー誕生。